# Tour Lilleurope
De Tour Lilleurope, is een kantoorgebouw en wolkenkrabber in Euralille, het zakendistrict van de agglomeratie Rijsel.
Ontworpen door Jean-Claude Burdèse en Claude Vasconi, 110 m hoog, is het de tweede hoogste toren in Rijsel na de Tour de Lille. De Tour Euralille en zijn atrium overspannen het station Lille-Europe, wat tijdens de bouw een echte technische uitdaging vormde. De gemengde structuur van de toren, geproduceerd door het bedrijf Rabot Dutilleul Construction, bestaat uit een ladderbalk van gewapend beton die wordt ondersteund door een metalen frame dat de zwevende vloeren ondersteunt.